# Luca Mezzano
Luca Mezzano est un footballeur italien à la retraite né le 1er août 1977 à Turin en Italie. Il évoluait au poste de défenseur.

## Biographie
Luca Mezzano intègre la sélection espoirs italienne et remporte avec elle l'Euro espoirs 2000 sous les ordres de Marco Tardelli. Il prend part dans la foulée aux Jeux olympiques 2000 et y atteint les quarts-de-finale.
En août 2011 il prend en charge l'équipe de jeunes du Torino FC.

## Palmarès

### En club
| - Inter Milan - Serie A - Vice-champion : 1998. |  | - Brescia Calcio - Serie B - Champion : 2000. |  | - Torino FC - Serie B - Champion : 2005. |

### En équipe nationale
- Italie espoirs
  - Euro espoirs
    - Vainqueur : 2000.